# Philip Walsted

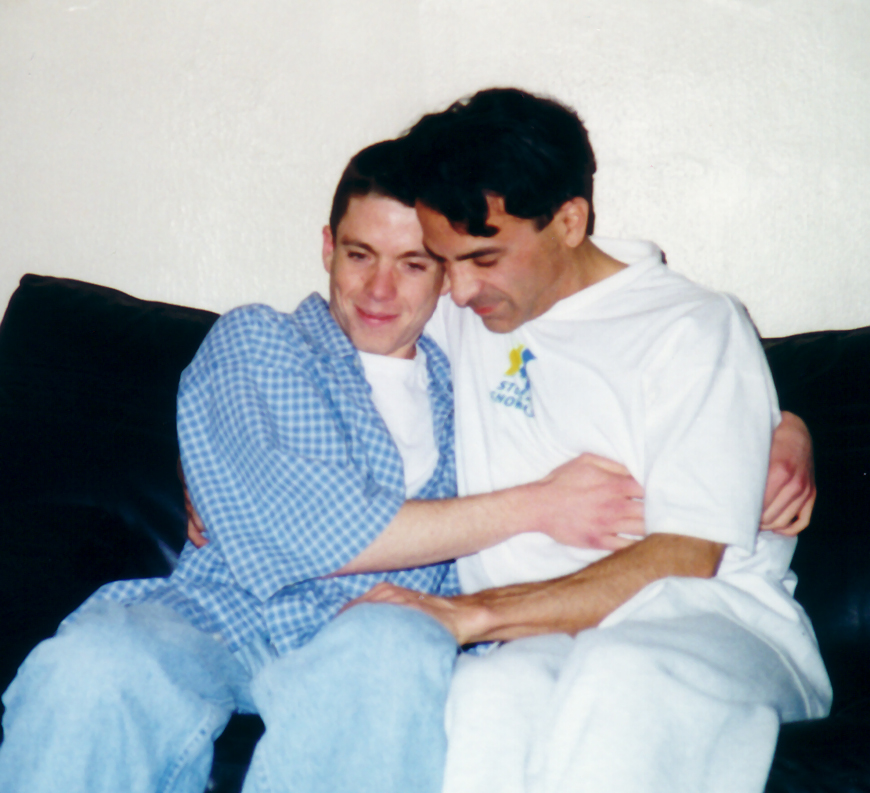
Philip Walsted com seu parceiro Jonathan

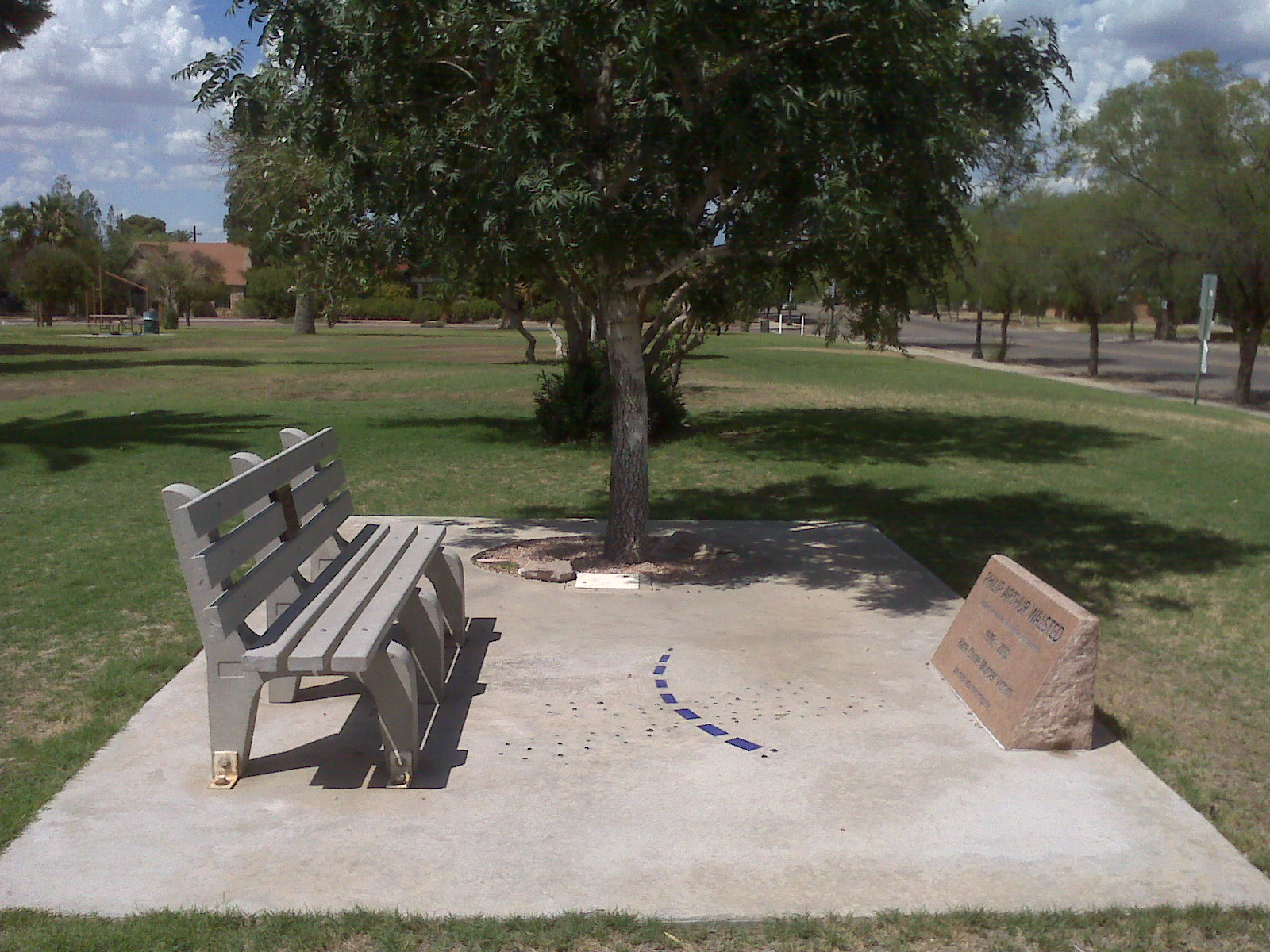
Philip Walsted Memorial, 4th Ave., Catalina Park, Tucson

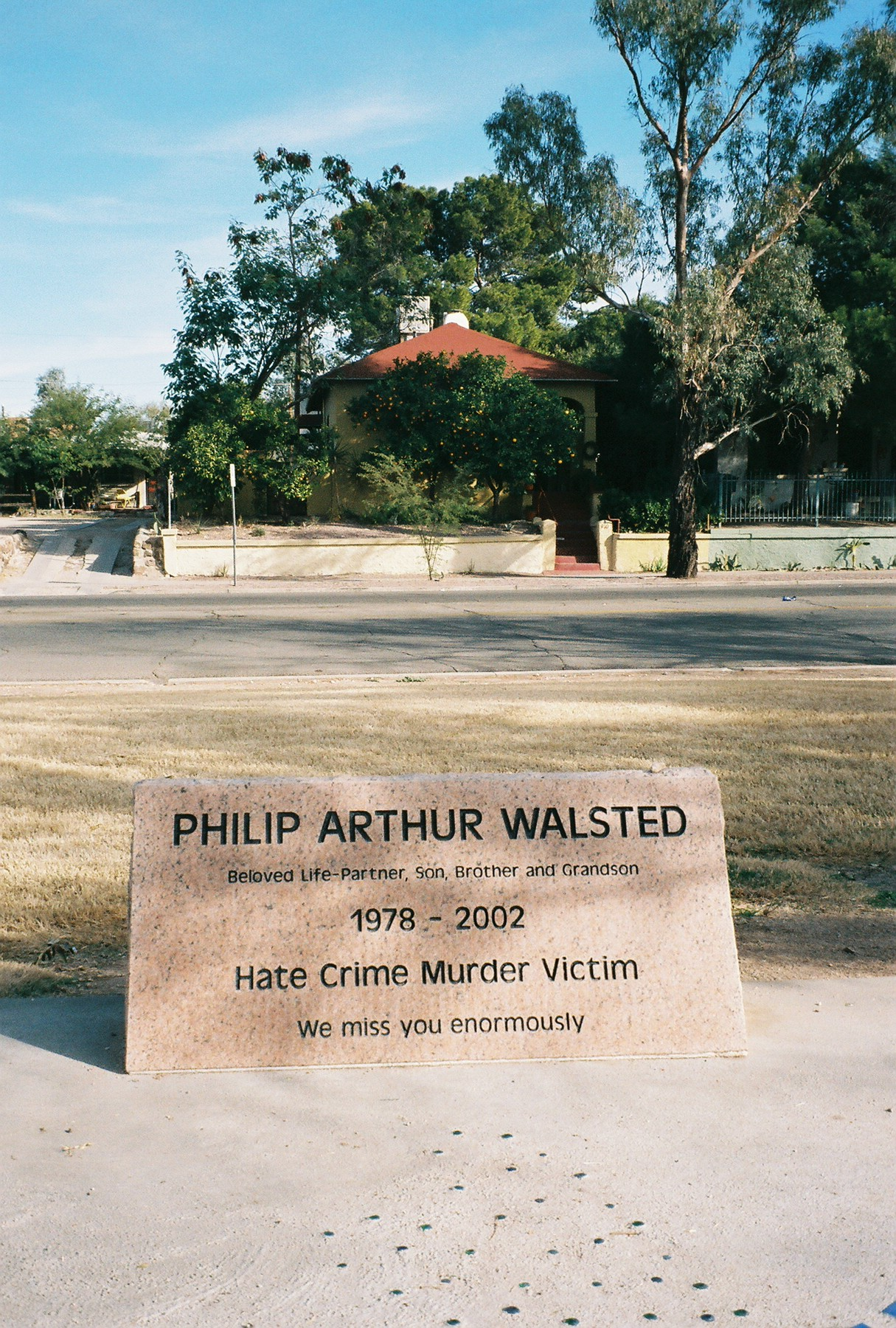
Philip Walsted Memorial (casa com telhado vermelho de Walsted ao fundo)

Philip Walsted (25 de fevereiro de 1978 – 12 de junho de 2002) era um homem gay de 24 anos que foi assaltado e espancado no centro de Tucson, Arizona, em 12 de junho de 2002, o que resultou em sua morte. Ele trabalhava para a American Airlines como agente de reservas e morava com seu parceiro, Jonathan.
Sua supervisora na American Airlines, Linda Kubiak, afirmou que ela e os colegas de trabalho de Walsted "mudaram para sempre por conhecer e trabalhar com Philip".

## O ataque
Walsted estava voltando para casa em 12 de junho de 2002, quando foi atacado e espancado com um taco de beisebol por David A. Higdon, de 22 anos, durante um assalto. Walsted foi atingido na cabeça com o bastão até 20 vezes e recebeu mais de 50 ferimentos como resultado do ataque.
Walsted foi encontrado coberto de sangue na rua perto da casa que morava com seu companheiro no bairro da Universidade do Arizona. Ele foi transportado para o University Medical Center, onde morreu no mesmo dia.

## Prisão
Higdon foi preso uma semana depois. A polícia encontrou óculos, relógio, sapatos, chaveiro da American Airlines e carteira de motorista de Walsted em sua posse, bem como artigos de jornal sobre o assassinato, dois tacos de beisebol, roupas encharcadas com o sangue de Walsted, maconha e cocaína.

## Crime de ódio
Inicialmente, a polícia recusou-se a classificar o assassinato como crime de ódio. Meses depois, à medida que as evidências se acumulavam, o Departamento de Polícia de Tucson reclassificou o caso como crime de ódio e denunciou-o ao FBI como tal.
Higdon, um neonazista declarado, teve dois raios tatuados no peito enquanto estava na prisão (o que significa que ele "matou pela causa") e chegou ao tribunal com a cabeça raspada. A promotora Teresa Godoy disse que o assassinato de Walsted começou como um roubo, mas o ataque foi alimentado pelas crenças neonazistas de Higdon e foi parte de uma tentativa de impressionar um grupo de supremacia branca. Higdon "confessou" o crime em cartas e se gabando para outros presidiários.
Uma representante do Projeto Antiviolência do centro local para gays e lésbicas (Wingspan), Dra. Lori B. Girshick, compareceu ao julgamento. Ela relatou que "Higdon escreveu centenas de páginas de cartas e documentos enquanto estava encarcerado, levando as pessoas a acreditar que Philip foi morto porque era gay".
Embora o Arizona não tenha uma lei específica contra crimes de ódio, se as vítimas forem alvo, pelo menos em parte, devido à sua raça, origem nacional, orientação sexual, religião ou sexo, os juízes podem ter isso em conta.

## Veredicto e sentença
Em janeiro de 2005, Higdon foi a julgamento por homicídio de primeiro grau. Ele foi condenado e em março de 2005 foi sentenciado à prisão perpétua sem liberdade condicional.
Em cooperação com a Cidade de Tucson, um memorial foi criado no Catalina Park, na Quarta Avenida, do outro lado da rua da casa de Philip e Jonathan.